# Eladia Ligués y Bardají
Eladia Ligués y Bardají o Bardaxí (Cintruénigo, 18 de febrer de 1814-Saragossa, 4 de maig de 1834) va ser una noble i cantant afeccionada espanyola, que va ser molt coneguda entre els cercles filharmònics madrilenys pels volts de 1832.
Va néixer en el sí d'una família noble assentada a Navarra. Era filla de Pedro Ligués y Navascués, aristòcrata i destacat polític que va ser governador civil de diverses províncies, com Saragossa, i de Joaquina Bardají y Azara. Va tenir un total de sis germans, entre els quals hi ha Benigna, que també va destacar com a cantant.
Va iniciar-se en la música amb un familiar aprenent a acompanyar-se amb la guitarra en cantar, sempre amb molta precisió. Aquest parent podria haver estat el seu cosí Tomás de Navascués, de qui es coneix que tenia afecció per la guitarra, d'acord amb el seu fons de música. Veient el talent de la seva filla, els seus pares van decidir encaminar-la a l'estudi de la música, juntament amb la seva germana, i el seu primer mestre va ser el músic i compositor Tomás Genovés. En només dos anys, els seus avenços van ser tan grans, que va esdevenir una de les cantants afeccionades que més fama van tenir entre els cercles filharmònics de Madrid pels volts de 1832. Segons Baltasar Saldoni, que havia assistir a algun dels recitals, la seva veu era de mezzosoprano acontraltada, pastosa, vibrant, ben afinada i expressiva. En aquests actes, Eladia sempre obtenir ovacions.
Ligués va morir molt jove, el 4 de maig de 1834 a Saragossa, quan tenia només 20 anys.